# Alien Hominid
Alien Hominid är ett tvådimensionellt shoot 'em up baserat på vektorgrafik. Det är utvecklat av gruppen The Behemoth. Spelet släpptes först som ett webbaserat flashspel och blev en succé. Spelet släpptes sedermera till Gamecube, Playstation 2, Xbox och Game Boy Advance. Spelet är ett av mycket få spel som inte fått finansiellt stöd av någon större utvecklare på tv-spelsmarknaden, och kan därför beskrivas som en independent-produkt. Xbox-versionen av spelet är inte kompatibel med Xbox 360. Det finns dock numera en version att ladda ner från Xbox Live som funkar till Xbox 360.